# 范家山镇
范家山镇，是中华人民共和国湖南省邵陽市邵东市下辖的一个乡镇级行政单位。

## 行政区划
范家山镇下辖以下地区：
范家山社区、范家山村、新塘村、洪桥村、井冲村、梅仁村、龙山村、和平村、祖华村、新田村、淡雅村、楠木村、老龙潭村、龙虎坝村、龙江村、海角村、石界村、上桥村和五谷村。